# NGC 204

NGC 204

NGC 204 هي مجرة محدبة تبعد حوالي 241 مليون سنة ضوئية من النظام الشمسي تقع في كوكبة الحوت. تم اكتشافها في 21 ديسمبر 1786 من قبل ويليام هيرشيل.

## وصلات خارجية
- NGC 204 على موقع ويكي سكاي: DSS2, SDSS, GALEX, IRAS, Hydrogen α, X-Ray, Astrophoto, Sky Map, Articles and images